# Grand Prix moto de France 2011
Le  Grand Prix moto de France 2011 est la quatrième manche du championnat du monde de vitesse moto 2011. La compétition s'est déroulée du 13 au 15 mai sur le circuit Bugatti devant plus 88 400 fans soit un nouveau record d'affluence au Mans pour une course moto .C'est la 82e édition du Grand Prix moto de France. 
L'épreuve de MotoGP a été marquée par la chute en course de Dani Pedrosa, percuté par Marco Simoncelli. Cet accident provoque une fracture de la clavicule droite de Pedrosa, ce qui l'empêchera de courir les trois grands prix suivants et mettra un terme à son espoir de titre en 2011. Simoncelli écope quant à lui d'un passage par les stands.
Cet incident de course a permis à Valentino Rossi de monter sur le podium pour la première fois depuis qu'il a rejoint l'écurie italienne de Ducati en janvier 2011.
En Moto2, Marc Márquez signe sa première victoire dans cette catégorie qu'il a rejoint en début de saison après son titre mondial 125 cm3 acquis en 2010.
En 125 cm3, il s'agit de la première victoire de sa carrière pour le jeune espagnol Maverick Viñales, dès sa quatrième course en championnat du monde. Le Français Alexis Masbou fait son retour dans cette catégorie après l'avoir quittée en fin de saison 2010, faute de moyens financiers. Il réussira la performance de rentrer dans les points.

## Résultats des MotoGP
| Pos | Num | Pilote           | Moto   | Tours | Temps            | Grille | Points |
| --- | --- | ---------------- | ------ | ----- | ---------------- | ------ | ------ |
| 1   | 27  | Casey Stoner     | Honda  | 28    | 44 min 03 s 955  | 1      | 25     |
| 2   | 4   | Andrea Dovizioso | Honda  | 28    | + 14 s 214       | 3      | 20     |
| 3   | 46  | Valentino Rossi  | Ducati | 28    | + 14 s 564       | 9      | 16     |
| 4   | 1   | Jorge Lorenzo    | Yamaha | 28    | + 21 s 075       | 5      | 13     |
| 5   | 58  | Marco Simoncelli | Honda  | 28    | + 31 s 245       | 2      | 11     |
| 6   | 11  | Ben Spies        | Yamaha | 28    | + 31 s 609       | 8      | 10     |
| 7   | 69  | Nicky Hayden     | Ducati | 28    | + 35 s 566       | 10     | 9      |
| 8   | 7   | Hiroshi Aoyama   | Honda  | 28    | + 51 s 502       | 13     | 8      |
| 9   | 8   | Héctor Barberá   | Ducati | 28    | + 1 min 03 s 731 | 14     | 7      |
| 10  | 17  | Karel Abraham    | Ducati | 28    | + 1 min 03 s 885 | 16     | 6      |
| 11  | 24  | Toni Elías       | Honda  | 28    | + 1 min 04 s 068 | 17     | 5      |
| 12  | 19  | Álvaro Bautista  | Suzuki | 28    | + 1 min 04 s 192 | 12     | 4      |
| 13  | 5   | Colin Edwards    | Yamaha | 26    | + 2 tours        | 7      | 3      |
| Abd | 65  | Loris Capirossi  | Ducati | 21    | Accident         | 15     |        |
| Abd | 26  | Dani Pedrosa     | Honda  | 17    | Accident         | 4      |        |
| Abd | 35  | Cal Crutchlow    | Yamaha | 6     | Abandon          | 6      |        |
| Abd | 14  | Randy de Puniet  | Ducati | 1     | Accident         | 11     |        |

## Résultats des Moto2
| Pos | Num | Pilote              | Moto        | Tours | Temps            | Grille | Points |
| --- | --- | ------------------- | ----------- | ----- | ---------------- | ------ | ------ |
| 1   | 93  | Marc Márquez        | Suter       | 26    | 43 min 03 s 308  | 6      | 25     |
| 2   | 72  | Yuki Takahashi      | Moriwaki    | 26    | + 1 s 982        | 3      | 20     |
| 3   | 65  | Stefan Bradl        | Kalex       | 26    | + 2 s 237        | 1      | 16     |
| 4   | 60  | Julián Simón        | Suter       | 26    | + 2 s 349        | 9      | 13     |
| 5   | 12  | Thomas Lüthi        | Suter       | 26    | + 2 s 609        | 2      | 11     |
| 6   | 40  | Aleix Espargaró     | Pons Kalex  | 26    | + 12 s 295       | 4      | 10     |
| 7   | 3   | Simone Corsi        | FTR         | 26    | + 18 s 739       | 7      | 9      |
| 8   | 77  | Dominique Aegerter  | Suter       | 26    | + 18 s 918       | 10     | 8      |
| 9   | 38  | Bradley Smith       | Tech 3      | 26    | + 20 s 408       | 17     | 7      |
| 10  | 15  | Alex De Angelis     | MotoBi      | 26    | + 20 s 566       | 12     | 6      |
| 11  | 16  | Jules Cluzel        | Suter       | 26    | + 23 s 225       | 11     | 5      |
| 12  | 4   | Randy Krummenacher  | Kalex       | 26    | + 23 s 359       | 16     | 4      |
| 13  | 44  | Pol Espargaró       | FTR         | 26    | + 23 s 676       | 19     | 3      |
| 14  | 51  | Michele Pirro       | Moriwaki    | 26    | + 24 s 756       | 13     | 2      |
| 15  | 76  | Max Neukirchner     | MZ-RE Honda | 26    | + 25 s 063       | 20     | 1      |
| 16  | 45  | Scott Redding       | Suter       | 26    | + 29 s 587       | 5      |        |
| 17  | 9   | Kenny Noyes         | FTR         | 26    | + 32 s 803       | 34     |        |
| 18  | 19  | Xavier Simeon       | Tech 3      | 26    | + 32 s 997       | 31     |        |
| 19  | 35  | Raffaele de Rosa    | Moriwaki    | 26    | + 33 s 273       | 21     |        |
| 20  | 68  | Yonny Hernández     | FTR         | 26    | + 34 s 837       | 30     |        |
| 21  | 34  | Esteve Rabat        | FTR         | 26    | + 35 s 765       | 22     |        |
| 22  | 71  | Claudio Corti       | Suter       | 26    | + 41 s 502       | 28     |        |
| 23  | 75  | Mattia Pasini       | FTR         | 26    | + 49 s 702       | 15     |        |
| 24  | 14  | Ratthapark Wilairot | FTR         | 26    | + 50 s 198       | 18     |        |
| 25  | 13  | Anthony West        | MZ-RE Honda | 26    | + 50 s 789       | 33     |        |
| 26  | 54  | Kenan Sofuoğlu      | Suter       | 26    | + 51 s 362       | 25     |        |
| 27  | 49  | Kev Coghlan         | FTR         | 26    | + 51 s 471       | 35     |        |
| 28  | 53  | Valentin Debise     | FTR         | 26    | + 1 min 01 s 904 | 37     |        |
| 29  | 21  | Javier Forés        | Suter       | 26    | + 1 min 14 s 039 | 24     |        |
| 30  | 39  | Robertino Pietri    | Suter       | 26    | + 1 min 14 s 338 | 32     |        |
| 31  | 95  | Mashel Al Naimi     | Moriwaki    | 26    | + 1 min 28 s 827 | 39     |        |
| 32  | 8   | Alexander Cudlin    | Moriwaki    | 26    | + 1 min 29 s 889 | 38     |        |
| Abd | 63  | Mike Di Meglio      | Tech 3      | 24    | Abandon          | 27     |        |
| Abd | 80  | Axel Pons           | Pons Kalex  | 23    | Abandon          | 14     |        |
| Abd | 88  | Ricard Cardús       | Moriwaki    | 19    | Abandon          | 29     |        |
| Abd | 97  | Steven Odendaal     | Suter       | 14    | Abandon          | 40     |        |
| Abd | 25  | Alex Baldolini      | Suter       | 11    | Abandon          | 26     |        |
| Abd | 36  | Mika Kallio         | Suter       | 4     | Abandon          | 23     |        |
| Abd | 29  | Andrea Iannone      | Suter       | 0     | Accident         | 8      |        |
| Abd | 64  | Santiago Hernández  | FTR         | 0     | Accident         | 36     |        |

## Résultats des 125 cm3
| Pos | Num | Pilote              | Moto     | Tours | Temps            | Grille | Points |
| --- | --- | ------------------- | -------- | ----- | ---------------- | ------ | ------ |
| 1   | 25  | Maverick Viñales    | Aprilia  | 24    | 42 min 00 s 505  | 3      | 25     |
| 2   | 18  | Nicolás Terol       | Aprilia  | 24    | + 0 s 048        | 1      | 20     |
| 3   | 7   | Efrén Vázquez       | Derbi    | 24    | + 6 s 836        | 9      | 16     |
| 4   | 55  | Héctor Faubel       | Aprilia  | 24    | + 8 s 298        | 2      | 13     |
| 5   | 5   | Johann Zarco        | Derbi    | 24    | + 8 s 590        | 6      | 11     |
| 6   | 94  | Jonas Folger        | Aprilia  | 24    | + 10 s 236       | 5      | 10     |
| 7   | 11  | Sandro Cortese      | Aprilia  | 24    | + 10 s 667       | 4      | 9      |
| 8   | 33  | Sergio Gadea        | Aprilia  | 24    | + 15 s 642       | 8      | 8      |
| 9   | 44  | Miguel Oliveira     | Aprilia  | 24    | + 22 s 838       | 12     | 7      |
| 10  | 39  | Luís Salom          | Aprilia  | 24    | + 30 s 901       | 10     | 6      |
| 11  | 23  | Alberto Moncayo     | Aprilia  | 24    | + 33 s 796       | 15     | 5      |
| 12  | 15  | Simone Grotzkyj     | Aprilia  | 24    | + 34 s 413       | 11     | 4      |
| 13  | 96  | Louis Rossi         | Aprilia  | 24    | + 34 s 696       | 17     | 3      |
| 14  | 26  | Adrián Martín       | Aprilia  | 24    | + 41 s 236       | 7      | 2      |
| 15  | 10  | Alexis Masbou       | Aprilia  | 24    | + 56 s 943       | 19     | 1      |
| 16  | 76  | Hiroki Ono          | KTM      | 24    | + 57 s 409       | 23     |        |
| 17  | 52  | Danny Kent          | Aprilia  | 24    | + 57 s 763       | 18     |        |
| 18  | 53  | Jasper Iwema        | Aprilia  | 24    | + 57 s 823       | 16     |        |
| 19  | 63  | Zulfahmi Khairuddin | Derbi    | 24    | + 57 s 884       | 13     |        |
| 20  | 3   | Luigi Morciano      | Aprilia  | 24    | + 1 min 02 s 089 | 21     |        |
| 21  | 84  | Jakub Kornfeil      | Aprilia  | 24    | + 1 min 02 s 713 | 14     |        |
| 22  | 17  | Taylor Mackenzie    | Aprilia  | 24    | + 1 min 25 s 418 | 26     |        |
| 23  | 30  | Giulian Pedone      | Aprilia  | 24    | + 1 min 42 s 498 | 28     |        |
| 24  | 43  | Francesco Mauriello | Aprilia  | 24    | + 1 min 43 s 885 | 25     |        |
| 25  | 56  | Peter Sebestyén     | KTM      | 24    | + 1 min 44 s 903 | 29     |        |
| 26  | 19  | Alessandro Tonucci  | Aprilia  | 24    | + 1 min 45 s 356 | 31     |        |
| 27  | 91  | Kevin Szalai        | Aprilia  | 23    | + 1 tour         | 30     |        |
| 28  | 92  | Kevin Thobois       | Aprilia  | 23    | + 1 tour         | 33     |        |
| Abd | 36  | Joan Perelló        | Aprilia  | 20    | Abandon          | 32     |        |
| Abd | 99  | Danny Webb          | Mahindra | 17    | Abandon          | 20     |        |
| Abd | 77  | Marcel Schrötter    | Mahindra | 17    | Abandon          | 24     |        |
| Abd | 21  | Harry Stafford      | Aprilia  | 13    | Abandon          | 22     |        |
| Abd | 31  | Niklas Ajo          | Aprilia  | 3     | Accident         | 27     |        |